# Liste der Kulturdenkmäler in Sant Julià de Lòria

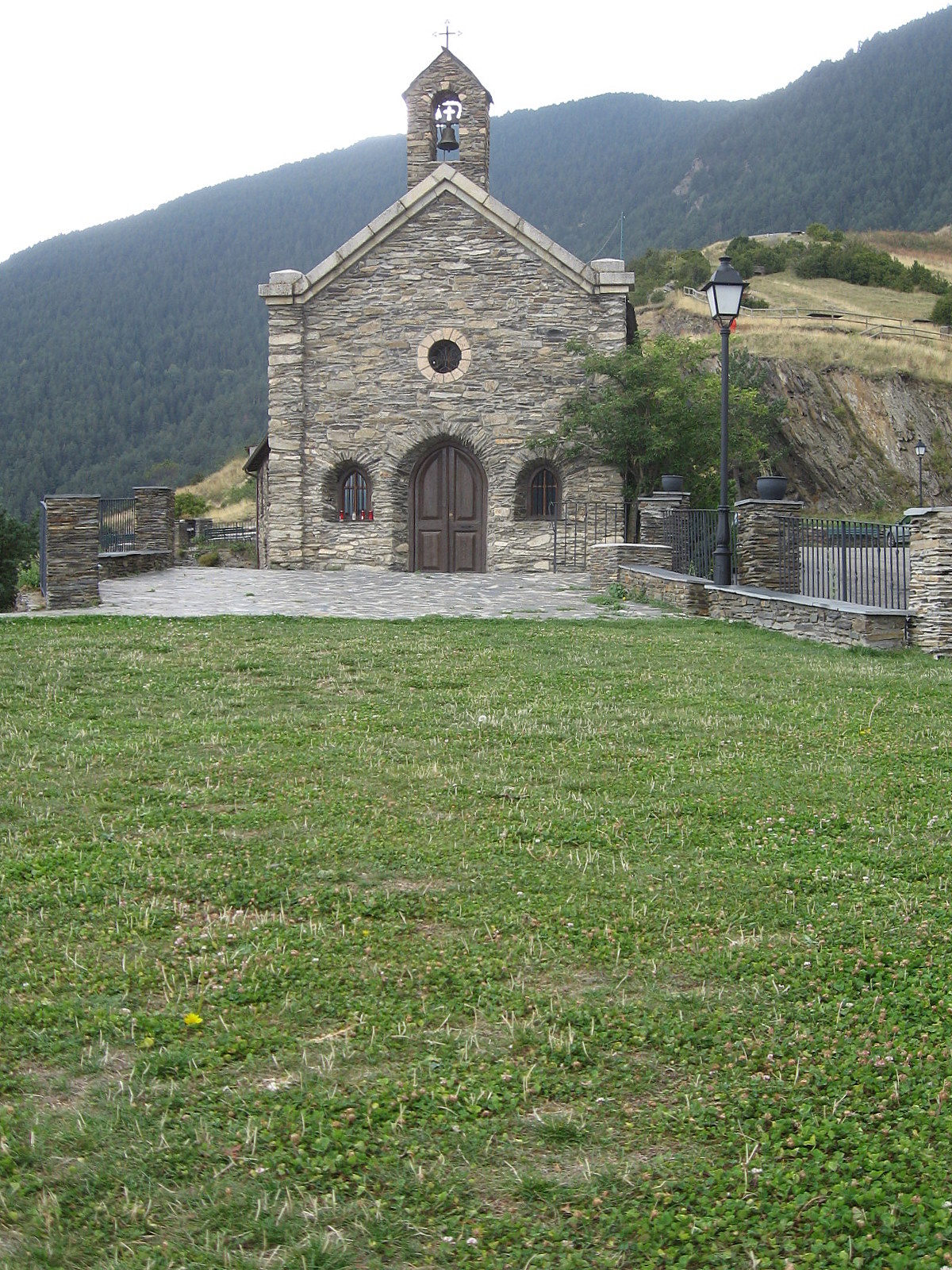
Santuari de la Mare de Déu de Canòlic

In der Liste der Kulturdenkmäler in Sant Julià de Lòria sind alle Kulturdenkmäler der andorranischen Parròquia Sant Julià de Lòria aufgelistet. Grundlage ist das Gesetz über das kulturelle Erbe Andorras (Llei del patrimoni cultural d’Andorra) vom 12. Juni 2003.

## Baudenkmäler
- Església de Sant Julià i Sant Germà de Lòria
- Santuari de la Mare de Déu de Canòlic
- Església de Sant Esteve de Bixessarri
- Església de Sant Serni de Nagol
- Església de Sant Martí de Nagol
- Església de Sant Miquel de Fontaneda
- Església de Sant Pere d’Aixirivall
- Església de Sant Romà d’Auvinyà

## Archäologische Bereiche
- Balma de la Margineda